# De Lijn

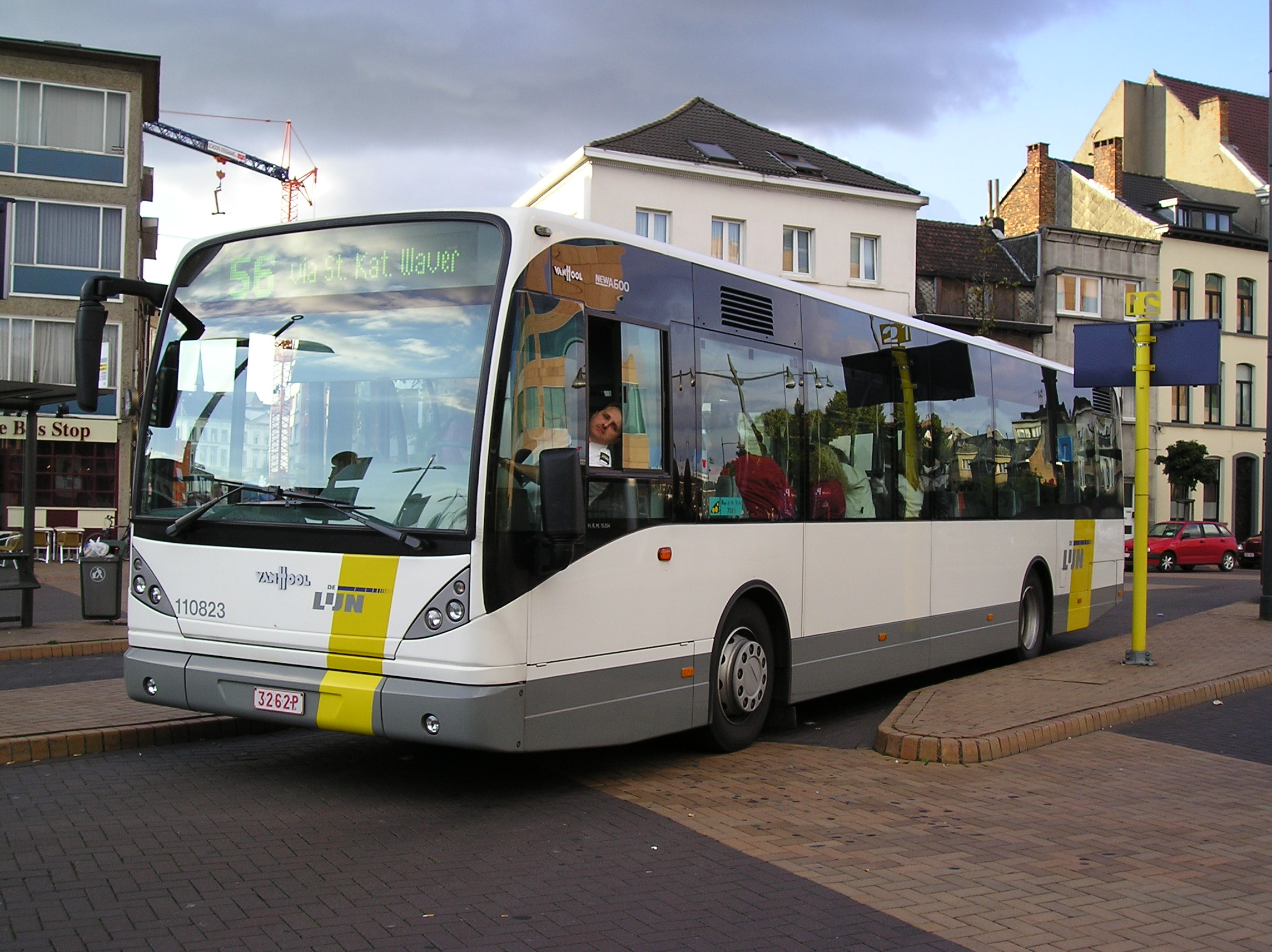
Autobuz Van Hool A600 al subcontractorului Alpaerts în Mechelen.

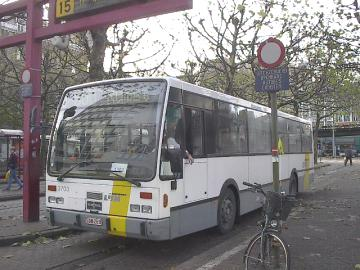
Autobuz Van Hool A600 în stația Rooseveltplaats din Antwerpen.

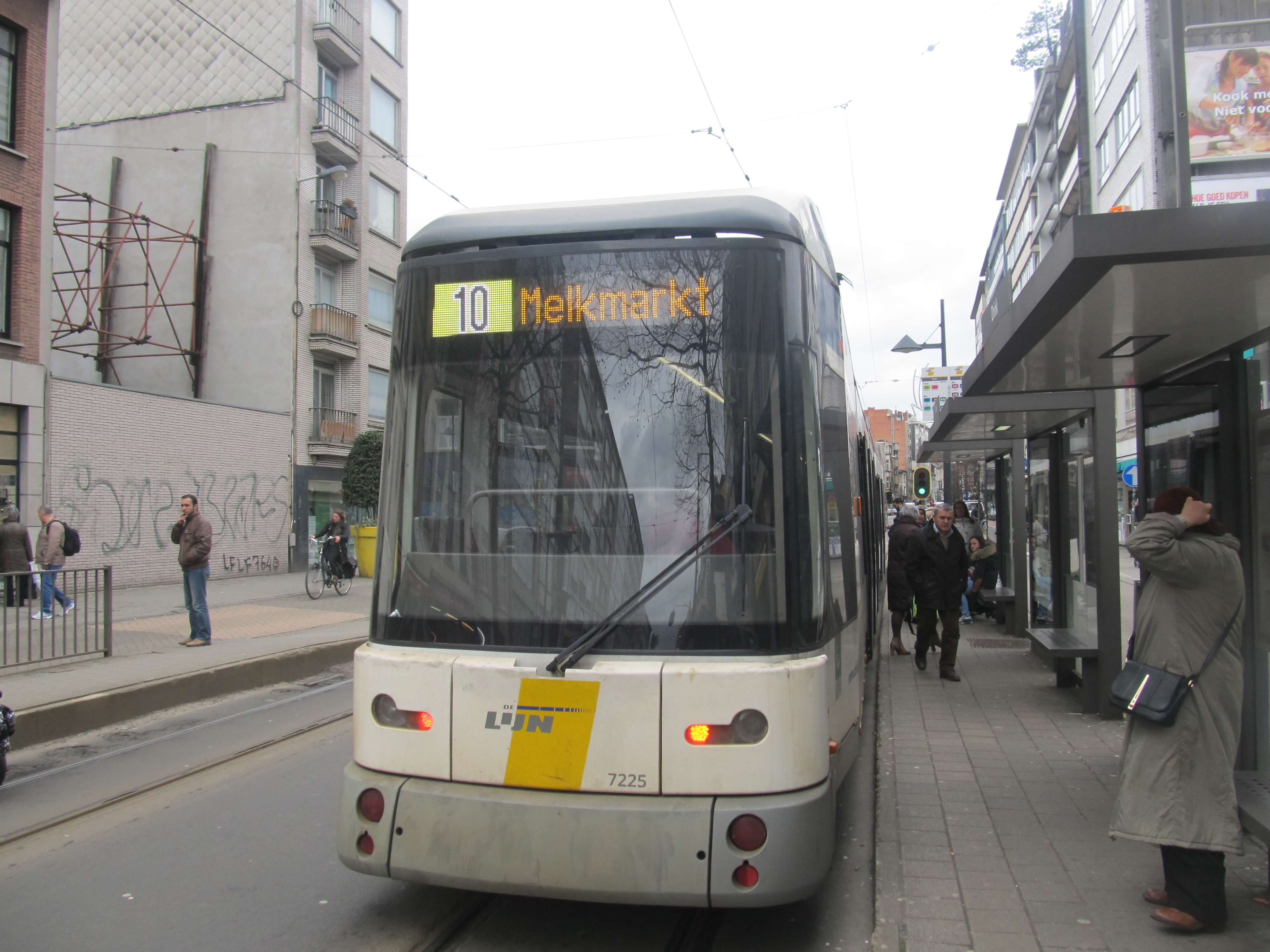
Tramvai HermeLijn în Antwerpen.

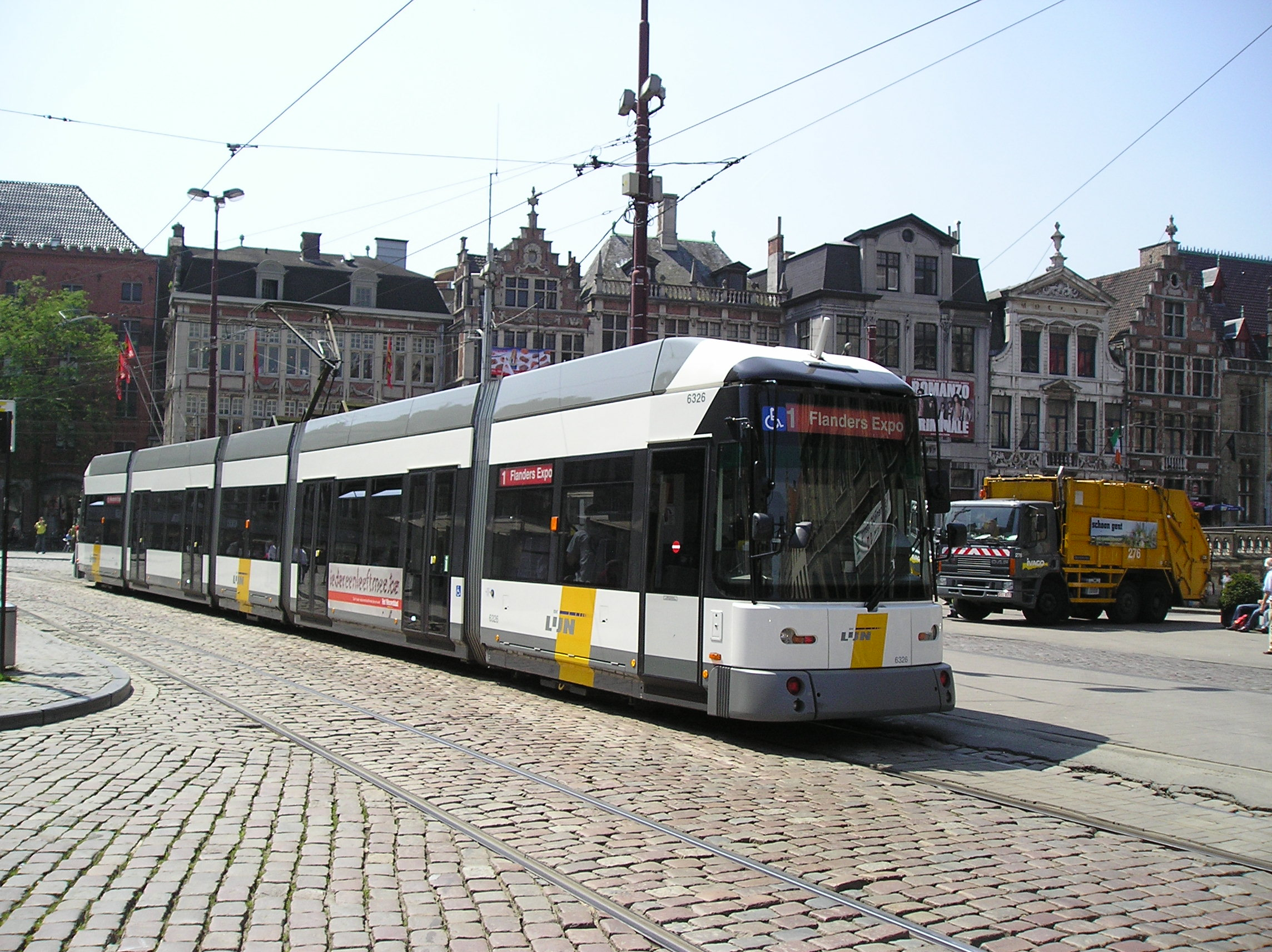
Tramvai HermeLijn în Gent.

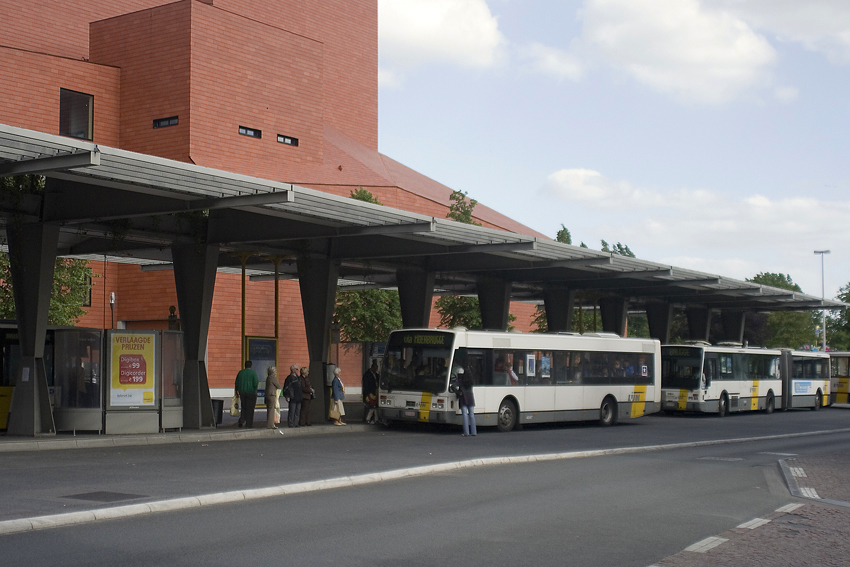
Autogara t Zand din Brugge.

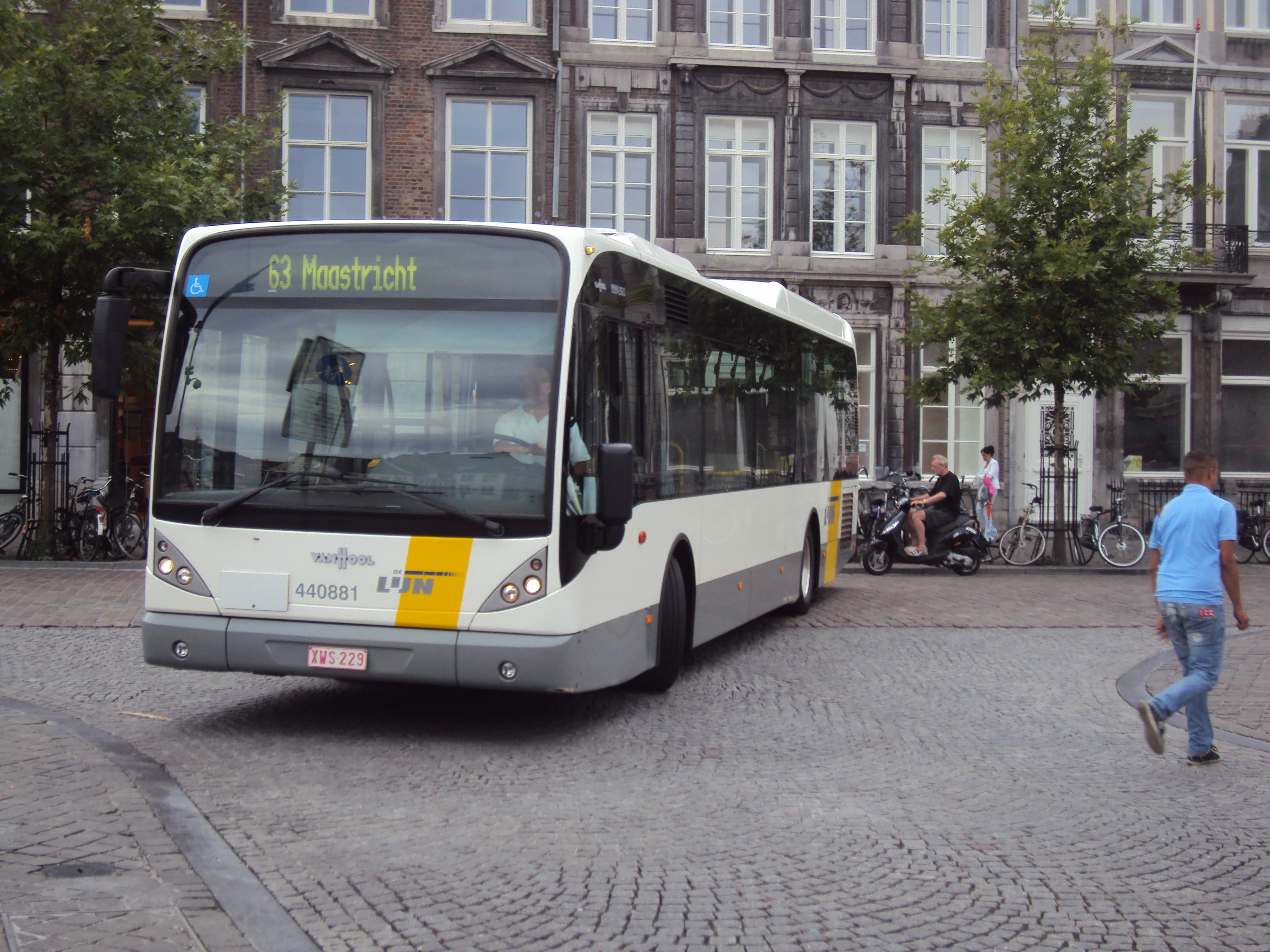
Autobuz Van Hool A360 al subcontractorului Heidebloem în centrul orașului olandez Maastricht.

Vlaamse Vervoermaatschappij „De Lijn” (în română Societatea Flamandă de Transport „Linia”), prescurtat De Lijn (în română Linia), este o companie publică belgiană de transport administrată de Guvernul Flandrei și care este responsabilă de exploatarea transportului în comun în Regiunea Flandra. De Lijn a fost fondată pe 31 decembrie 1991, după ce companiile de transport public din Gent și Antwerpen au fuzionat cu divizia flamandă a NMVB (Nationale Maatschappij van Buurtspoorwegen, în română Societatea Națională a Căilor Ferate Vicinale).
De Lijn este activă pe tot teritoriul Flandrei, în Regiunea Capitalei Bruxelles, zona frontalieră cu Țările de Jos (Brabantul Septentrional, Limburg și Flandra Zeelandică), precum și într-un număr de comune din Valonia. În 2014, compania a transportat 532 de milioane de pasageri, iar parcul său auto cuprindea 3650 de autobuze și 359 de tramvaie.
Compania are sediul în Mechelen, dar are filiale în fiecare provincie, în Antwerpen (Berchem), Gent (Gentbrugge), Hasselt, Leuven și Oostende. Directorul general este, începând din 2009, Roger Kesteloot. El i-a succedat lui Ingrid Lieten, care a condus De Lijn între 2002 și 2009. Primul director general a fost Hugo Van Wesemael, care s-a aflat la conducerea societății între 1991 și 2002.

## Ofertă
De Lijn deține monopolul în Regiunea Flandra pentru organizarea transportului public regulat urban și regional. Serviciile regulate înseamnă că oferta consistă în linii fixe, cu un orar prevăzut dinainte. Urcarea și coborârea din mijloacele de transport în comun nu este posibilă decât în stații.
De Lijn exploatează trei rețele de tramvai, în Antwerpen, Gent și tramvaiul costier. În Antwerpen tramvaiele circulă parțial în subteran, prin sistemul de premetrou. În Gent tramvaiele circulă doar la suprafață, având și unele trasee dedicate. Tramvaiul costier conectează toate localitățile de pe litoralul belgian, între De Panne, la granița cu Franța, și Knokke, la granița cu Țările de Jos. Având o lungime de 68 de kilometri, este cea mai lungă linie de tramvai din lume, și unul din puținele tramvaie interurbane din lume care se mai află în exploatare.
Restul rețelei De Lijn este deservit de autobuze. Compania operează toate cursele de autobuz urbane, suburbane și interurbane din Flandra. Datorită rețelei feroviare dense, autobuzele interurbane servesc drept transport local între orașele mari și comunitățile mai reduse. Timpul de călătorie cu autobuzul dintr-un oraș în altul este de cele mai multe ori mai lung decât cu trenul, deoarece liniile de autobuz sunt mai puțin directe, trecând prin orășele sau sate care nu au gări, iar stațiile de autobuz sunt mult mai numeroase decât ale trenurilor. În provincia Limburg, unde există doar puține căi ferate, autobuzele sunt principalul mod de călătorie interurbană. Acolo există de asemenea și autobuze interurbane expres.
Zonele rurale sau izolate sunt uneori deservite de Belbus (autobuze la comandă), un serviciu de microbuze cu program neregulat. Acestea nu circulă decât în urma unei rezervări telefonice și operează într-o zonă anume doar stațiile pentru care a fost făcută rezervarea. Orarul este, deci, nesigur: de obicei există doar o plecare fixă și o sosire într-o stație importantă (cel mai frecvent o gară NMBS).
Aproximativ jumătate din parcul de autovehicule al De Lijn a fost externalizat către operatori privați, care acționează din postura de subcontractori ai companiei. Restul este deservit în mod direct de De Lijn.
Sub patronajul Departamentului pentru Educație al Guvernului Flamand, De Lijn se ocupă de asemenea de instruire în școli de meserii în domeniul transporturilor.
În plus, De Lijn este co-acționară la compania de mașini de închiriat Cambio, la societatea de închirieri de biciclete Blue-mobility și la sistemul de închirieri de biciclete din Antwerpen, Velo.

## Istoric
De Lijn a fost înființată pe 31 decembrie 1990, prin divizarea NMVB (Societatea Națională a Căilor Ferate Vicinale) într-o companie flamandă și una valonă. Cea flamandă a fuzionat cu Maatschappij voor het Intercommunaal Vervoer te Antwerpen (MIVA) și Maatschappij voor Intercommunaal Vervoer te Gent (MIVG), societățile de transport în comun din Antwerpen, respectiv Gent, iar compania astfel creată a fost numită Vlaamse Vervoermaatschappij (De Lijn). Compania valonă rezultată din divizarea NMVB a fuzionat cu societățile de transport în comun din Charleroi (STIC), Liège (STIL) și Verviers (STIV), ducând la constituirea Societății Regionale Valone de Transport (SRWT), care folosește pe mijloacele sale de transport în comun sigla TEC („transport în comun”).
Pe 1 ianuarie 1991, companiei De Lijn i-a fost atribuit monopolul asupra transportului în comun de pe întreg teritoriul Flandrei.
Înființarea De Lijn și TEC este o consecință a celei de-a doua reforme constituționale a Belgiei, prin care s-a regionalizat transportul urban și interurban, lucru consfințit prin Legea Specială a Reformelor Instituționale, din 8 august 1980. În Regiunea Capitalei Bruxelles și câteva periferii ale sale transportul în comun este deservit de MIVB-STIB, prin rețelele de metrou, tramvai și autobuz.

## Acționariat
Capitalul De Lijn, care se ridică la circa 53.951.000 euro, este împărțit în 2.706.052 de acțiuni. Guvernul Flandrei deține 81,55% din acțiuni, fiind astfel acționarul principal. 10,92% din acțiuni este deținut de 224 (din cele 308) de comune flamande, 6,76% de cele 5 provincii ale Flandrei, 0,63% de Regiunea Capitalei Bruxelles, iar 0,14% de persoane private.
Distribuția acțiunilor datează în mare din perioada Societății Naționale a Căilor Ferate Vicinale (NMVB). Începând din 1885, în Belgia a luat amploare construcția rețelelor de căi ferate vicinale. Pentru fiecare linie capitalul a fost subscris de statul belgian, de provincia respectivă, de municipalitatea pe teritoriul căreia se construia aceasta și, în anumite cazuri, de persoane particulare interesate. Acestea din urmă erau în general notabilități, companii de tramvaie care preluau linia în operare sau firme care profitau de pe urma construcției respectivei linii.
După disoluția NMVB, capitalul părții flamande a fost fuzionat cu cel al companiilor de transport public din Gent și Antwerpen. Participația statului belgian a fost cedată Regiunii Flamande. În 2007, capitalul De Lijn a fost majorat odată cu înființarea subsidiarei nv LijnInvest. Majorarea de capital de 24.44 milioane de euro a fost asociată cu emiterea a 977 600 de noi acțiuni. Acționarilor minoritari li s-a dat șansa să subscrie și ei la majorare pentru a-și păstra cota parte. Aceștia au achiziționat 6.961 de noi acțiuni.
Deoarece tradițiile trecutului contează pentru De Lijn, există și un număr de comunități flamande unde anterior nu a circulat niciodată un tramvai vicinal (spre exemplu Balen, Gistel, Landen, Lommel, Ronse, etc) care nu sunt nici acum acționare la companie.

## Cifre
În 2007, mijloacele de transport în comun ale De Lijn au rulat circa 209 milioane de kilometri (exclusiv formele de transport local regulat) și au transportat circa 483,2 milioane de pasageri cu 2.251 autobuze, 18 troleibuze (exclusiv în Gent) și 359 tramvaie. În 1999, De Lijn transporta 223,2 milioane de pasageri, ceea ce înseamnă că numărul lor a crescut de peste două ori într-un interval de opt ani. De Lijn a avut un venit net de aproximativ 126 milioane de euro, din care 120 milioane din biletele și abonamentele plătite de călători, iar 6 milioane de la terți, în general municipalități. Contribuția Guvernului Flandrei s-a ridicat la 724,52 milioane euro. Astfel, procentul de venituri contra cheltuieli totale s-a cifrat la 14%. În total, la companie au lucrat 7.979 de angajați.
În 2008, De Lijn a transportat 508 milioane de pasageri, cu 25 de milioane (5%) mai mult decât în 2007. Creșterea cea mai mare a numărului de călători a fost în Brabantul Flamand (7%), dar aceasta s-a datorat mai ales lansării rețelei de autobuze START din zona Aeroportului Zaventem.
În 2009, De Lijn a transportat 531 milioane de pasageri, cu 23 de milioane (4,3%) mai mult decât în 2008. Creșterea cea mai mare a fost din nou în Brabantul Flamand (5,3%). Tramvaiele De Lijn au parcurs 16,5 milioane de kilometri, în timp ce autobuzele, inclusiv cele operate de subcontractori, 209,7 milioane de kilometri. Personalul a fost mărit la 8.561 de persoane, din care 7.009 bărbați și 1.552 femei.
În 2010, De Lijn a transportat 551,2 milioane de pasageri, cu 20,2 de milioane (3,8%) mai mult decât în 2009.
În 2011, De Lijn a transportat 549,1 milioane de pasageri, cu 2,1 milioane (0,4%) mai puțin decât în 2010. Creșterea cea mai substanțială a fost din nou în Brabantul Flamand (1,5%), în timp ce scăderea cea mai importantă în Flandra de Vest (-1,8%).
În 2012, mijloacele de transport în comun ale De Lijn au transportat 544 milioane de pasageri, ceea ce reprezintă o creștere de peste 10% comparativ cu 2007, însă în același timp și un ușor declin față de cifrele înregistrate în 2010 și 2011. Cele 2.326 de autobuze ale societății au parcurs în total circa 216 milioane de kilometri.
În 2013, De Lijn a transportat 539,5 milioane de pasageri, din nou mai puțin față de anul anterior, iar în 2014 532 de milioane, în scădere pentru al patrulea an consecutiv.

## Parc auto

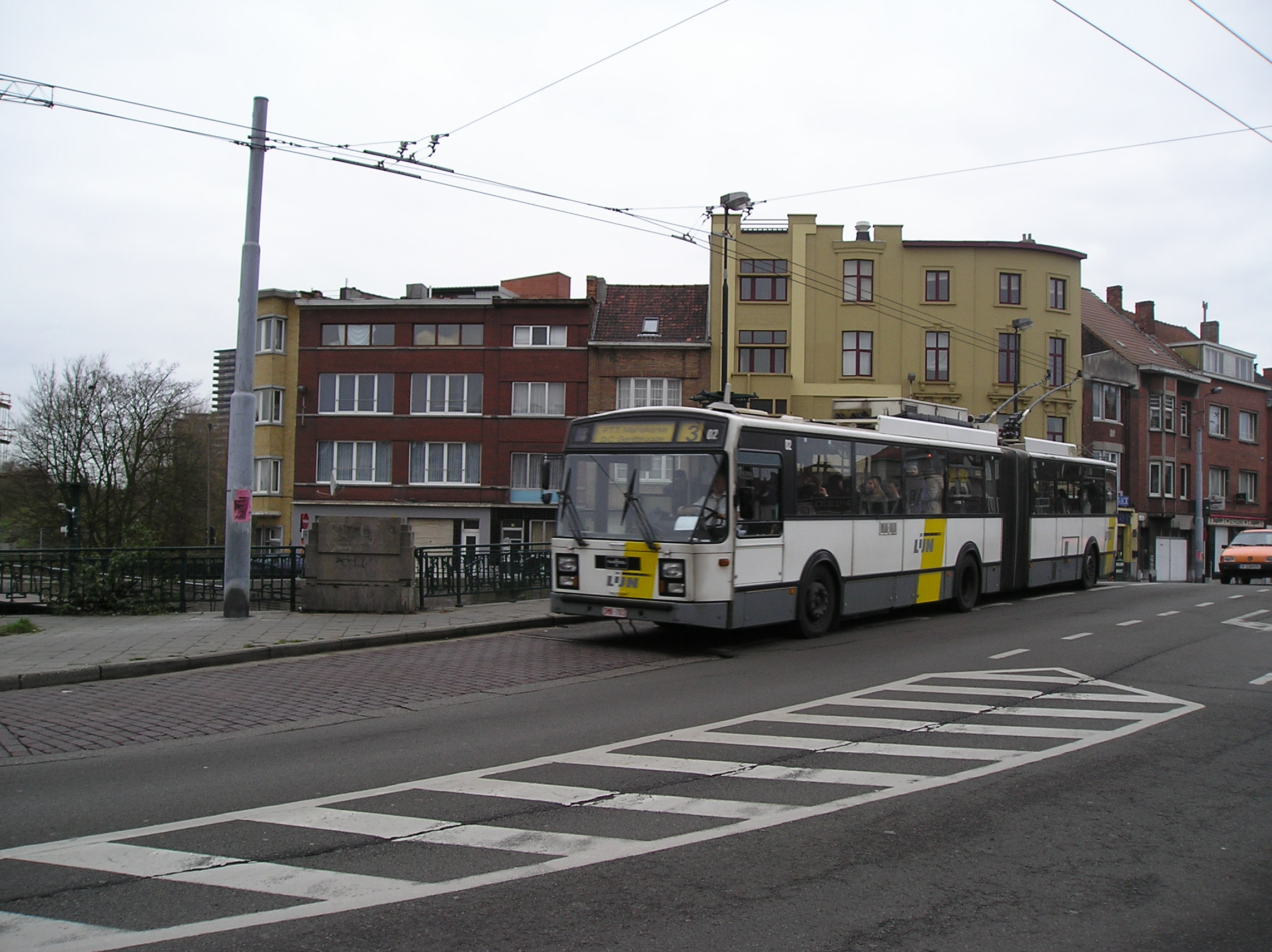
Troleibuz Van Hool AG280T

Pe cele trei rețele de tramvai pe care le deține (tramvaiul costier și rețelele orășenești din Antwerpen și Gent) De Lijn folosește tramvaie Albatros, HermeLijn și PCC, toate pe ecartament metric. Pe linia costieră circulă tramvaie de tip BN ale constructorului cu același nume (acum Bombardier).
Flota de autobuze este alcătuită în proporție mare din vehicule Van Hool, VDL Bus & Coach și Mercedes-Benz. Troleibuzele erau toate de tipul Van Hool AG280T. În 2009 s-a anunțat că troleibuzele vor fi retrase treptat și vor fi înlocuite cu autobuze hibrid de tipul Van Hool AG300. Sub sigla De Lijn circulă și câteva autobuze Mercedes-Benz Cito, numerotate 4165-4167. Aceste autobuze au fost prezentate la expoziția auto Busworld 2001 din Kortrijk. De asemenea, compania deține și microbuze de diverse mărci, spre exemplu Mercedes-Benz Sprinter și Joost (Mercedes-Benz) Sprinter. Unii subcontractori privați ai De Lijn folosesc și alte mărci, spre exemplu autobuze de linie Mercedes și/sau Scania. În 2013 s-a anunțat un program major de înnoire a parcului auto al De Lijn. Din totalul de 386 de autobuze cumpărate, 157 sunt de tipul Irisbus/Iveco Bus.
Autovehiculele care circulă în rețeaua De Lijn se împart în două mari categorii. În prima categorie intră vehiculele deținute de De Lijn în regie proprie și de a căror mentenanță se ocupă direct compania. Durata medie de viață a autobuzelor din această categorie era de 10,08 ani în 2013, în timp ce a tramvaielor era de 31,25 ani. În a doua categorie intră subcontractori privați, care circulă pentru De Lijn pe autobuze cumpărate de ei înșiși. Un vehicul al companiei este identificat printr-un număr compus din patru cifre, în timp ce unul al unui subcontractor este identificat printr-un număr compus din șase cifre. Prima cifră a numărului de identificare reprezintă întotdeauna entitatea unde este înmatriculat (provincia), astfel: 1 - Antwerpen, 2 - Flandra de Est, 3 - Brabantul Flamand, 4 - Limburg și 5 - Flandra de Vest.

## Mobilitatea de bază

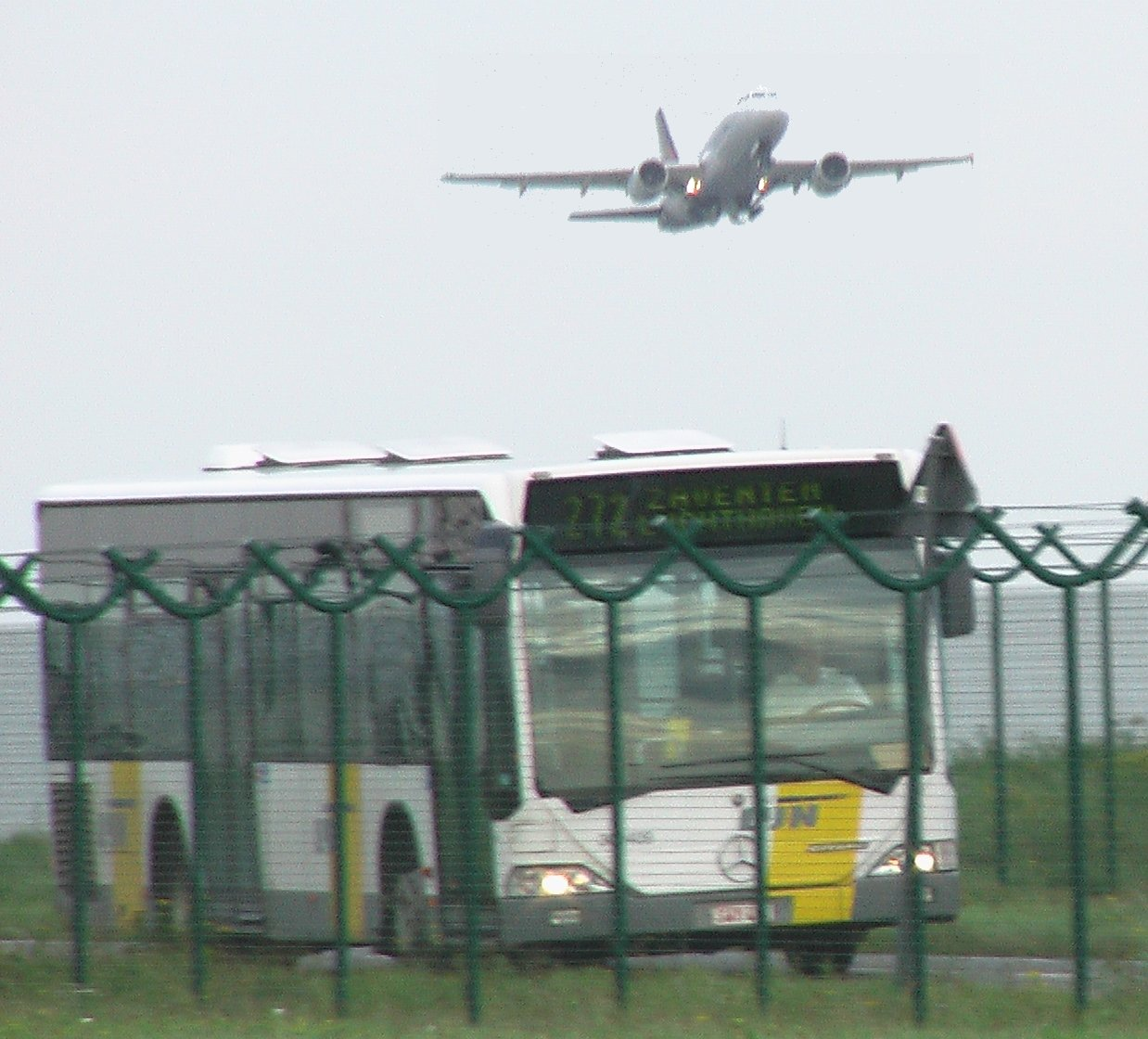
Mercedes Benz Citaro I al liniei 272 circulând pe traseul restricționat dintre Zona Cargo și Aeroportul Zaventem.

Actualmente, compania funcționează conform decretului privind mobilitatea de bază aprobat de guvernul flamand în 2001. Începând cu finele anului 2006, întregul transport în comun urban și regional din Flandra respectă standardele impuse de acest decret.

### Planurile Pegasus, Spartacus, Neptunus și Inițiativa START
Pentru perioada 2003-2025, De Lijn a prevăzut planuri ambițioase pentru îmbunătățirea și dezvoltarea transportului în comun în Flandra și Regiunea Capitalei Bruxelles.
În provincia Antwerpen au început să fie puse în funcțiune tunelurile de premetrou, unele nefolosite de trei decenii, și au fost concepute proiecte privind realizarea unei linii de metrou ușor Antwerpen - Boom - Puurs. În Flandra de Est există discuții despre o linie de metrou ușor între Gent și Zelzate, de-a lungul portului Gent, iar de la Gent, via Eeklo, până la Maldegem. În Brabantul Flamand, în cadrul Inițiativei START a guvernului flamand, a fost prevăzută o rețea de „linii START” alcătuită din curse expres și linii noi care deservesc Bruxelles și Leuven, având ca puncte de legătură Aeroportul Zaventem și concentrarea de firme din zona Brucargo. Acestei rețele i s-au adăugat legături suplimentare din Bruxelles spre periferii și localitățile învecinate, via Brabantnet. Proiectele din provinciile Antwerpen, Flandra de Est și Brabantul Flamand sunt grupate în Planul Pegasus. În Flandra de Vest, prin intermediul Planului Neptunus, este prevăzută realizarea unei linii de metrou ușor Zeebrugge - Brugge - Lichtervelde, a unei alte linii de metrou ușor între Brugge și Oostende, o extensie a Tramvaiului costier de la Koksijde spre Veurne și, dacă autoritățile franceze sunt de acord, prelungirea liniei de tramvai până la Dunkerque. În provincia Limburg, Planul Spartacus prevede o rețea regională integrată de trenuri, metrou ușor și autobuze expres.
În plus, rețelele existente sunt extinse și îmbunătățite în multe locuri.

## Transport

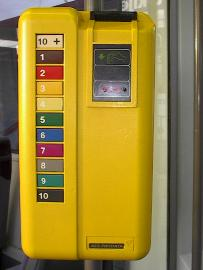
Aparatul de validat bilete AES Prodata.

Anterior introducerii, pe 1 iunie 1993, a cartelei de călătorie De Lijn, erau folosite biletele de hârtie ale fostei Societăți Naționale a Căilor Ferate Vicinale, inclusiv biletul de tip Z-kaart, dar cu logoul propriu.
În Belgia, societatea flamandă De Lijn, cea valonă TEC și cea bruxelleză MIVB-STIB folosesc cartele de călătorie cu bandă magnetică ce sunt introduse în aparatele de taxare (de culoare galbenă, în cazul De Lijn) prezente în mijloacele de transport în comun. Călătorul apasă pe butonul corespunzător numărului de zone pe care intenționează să le traverseze, iar acestea, împreună cu costul călătoriei, sunt imprimate pe cartelă. Începând din martie 2006 există două tarife: un tarif pentru bilete și unul pentru cartelele de tip Lijnkaart (pentru călătorii multiple). Biletele simple, care au tot aspectul unei cartele De Lijn obișnuite, se cumpără de la șofer și sunt valabile pentru o călătorie. Cartelele Lijnkaart (pentru o zi, pentru 10 călătorii, etc) trebuie cumpărate dinainte, de la automatele De Lijn sau de la magazinele De Lijn prezente în câteva stații mai importante. Există și puncte de difuzare a presei sau magazine cu profil generalist care vând cartele De Lijn. Costul unei călătorii prin intermediul unui bilet cumpărat de la șofer este sensibil mai mare decât al unei călătorii efectuate cu o cartelă preplătită. Ultima actualizare a prețurilor biletelor, cartelelor și abonamentelor De Lijn a fost efectuată pe 1 februarie 2016.
Până pe 1 februarie 2015 au existat un tarif pentru distanțe scurte (1-2 zone), valabil pentru o perioadă de 60 de minute, și un tarif pentru distanțe lungi (3 sau mai multe zone), valabil timp de 90 de minute. În interiorul acestor zone și în perioada de timp în care biletul era valabil, un pasager putea să schimbe autobuzul fără să plătească în plus, însă era obligat să introducă biletul sau cartela în aparatul de validat AES Prodata la intrarea în vehicul. Aceasta era o modalitate prin care De Lijn putea să fie în mod constant la curent cu numărul de pasageri pe fiecare linie și cu tendințele de trafic pe ore și pe regiuni. La introducerea în aparatul de validare, pe spatele cartelei se imprimau informații privind ziua și ora validării, numărul de călători ce foloseau acea cartelă, numărul de zone, stația de îmbarcare, eventuala stație de comutare, numărul liniei și perioada de timp în care cartela mai era încă validă. Aceste informații erau verificate și de controlorii De Lijn în cadrul acțiunilor de verificare periodice. Sistemul de zone a fost abolit la 1 februarie 2015, de atunci aplicându-se o taxă fixă pentru fiecare călătorie, indiferent de distanță. Cartelele Lijnkaart cumpărate în avans încă oferă o reducere substanțială a costului călătoriei față de biletul achiziționat de la șofer. Valabilitatea unui bilet este de 60 de minute, în timpul cărora un pasager poate continua să călătorească fără să plătească suplimentar și în cazul în care schimbă vehiculul.
Abonamentul constituie o altă modalitate de a călători cu De Lijn. Abonamentele companiei sunt de două feluri: cele dedicate și cele mixte, precum abonamentele De Lijn-NMBS, care dau dreptul de călătorie în rețeaua De Lijn și pe o rută feroviară NMBS/SNCB la alegere, sau abonamentele MTB (Metro-Tram-Bus), care dau dreptul de călătorie în rețelele De Lijn, MIVB-STIB și TEC din zona Regiunii Capitalei Bruxelles. Abonamentele, atât cele dedicate cât și cele mixte, sunt în plus disponibile în variante diferite în funcție de categoriile de vârstă.
În afara biletelor, cartelelor și abonamentelor, De Lijn utilizează în toate autobuzele și tramvaiele, începând din 2014, cardurile MoBIB. Acestea sunt de două feluri: cele obișnuite și cele destinate persoanelor peste 65 de ani. La urcarea în mijlocul de transport în comun, pasagerul apropie cardul de sistemul de validare și așteaptă aprinderea luminii verzi care îi permite accesul. Sistemul, numit ReTiBo (REgistratie, TIcketing en BOordcomputer), contabilizează numărul exact de pasageri și face ca tichetele de hârtie să fie depășite.
În 2010 a fost introdusă o a treia modalitate de plată, cea prin SMS. Utilizatorul trimite mesajul „DL” la numărul 4884 și primește dovada electronică a achitării tichetului, pe care o prezintă șoferului.